# Peter Walter (Biochemiker)

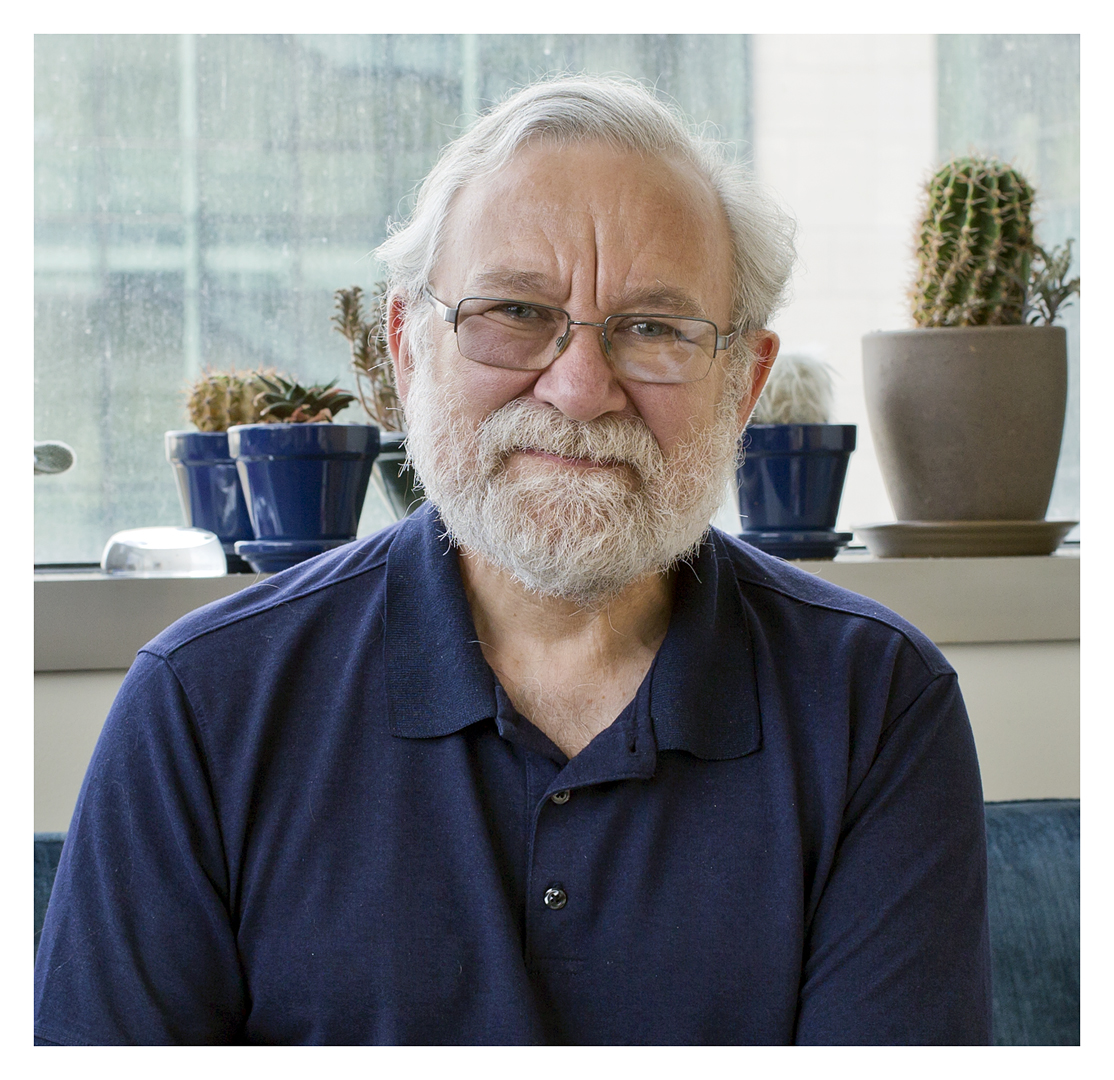
Peter Walter, 2015

Peter Walter (* 5. Dezember 1954 in Berlin) ist ein deutsch-amerikanischer Biochemiker und Molekularbiologe. Er ist seit 1983 Professor an der University of California, San Francisco und darüber hinaus seit 1997 für das Howard Hughes Medical Institute tätig. Für seine Forschungen zur Faltung und zum Transport von Proteinen, zur Regulation der Bildung von Zellorganellen sowie zur Fusion von Zellmembranen erhielt er neben anderen Auszeichnungen 2009 den Canada Gairdner International Award und 2014 den Shaw Prize. Außerdem wurde er in die National Academy of Sciences und in die Deutsche Akademie der Naturforscher Leopoldina aufgenommen.

## Leben

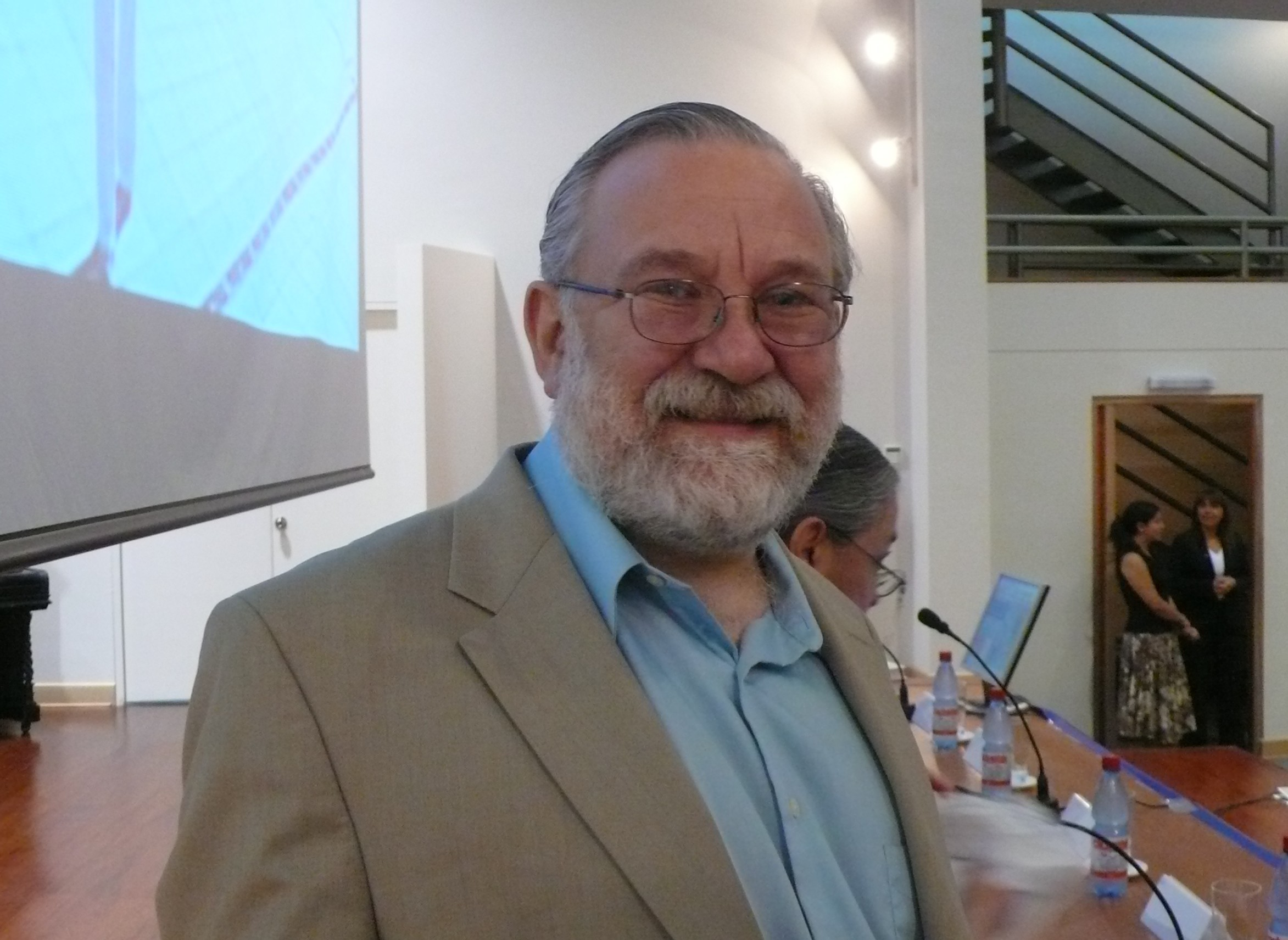
Peter Walter, 2008

Peter Walter wurde 1954 in damaligen West-Berlin geboren und begann 1973 ein Studium der Chemie an der Freien Universität Berlin. Nach dem Vordiplom wechselte er 1976 mit einem Stipendium des Deutschen Akademischen Austauschdienstes in die Vereinigten Staaten an die Vanderbilt University in Nashville, an der er sein Studium ein Jahr später mit einem Master of Science in organischer Chemie abschloss. Anschließend promovierte er von 1977 bis 1981 an der Rockefeller University in New York im Labor des späteren Nobelpreisträgers Günter Blobel.
Nach Abschluss seiner Doktorarbeit blieb er zunächst als Postdoktorand in Blobels Labor, bevor er 1982 Assistenzprofessor an der Rockefeller University wurde. Bereits ein Jahr später wechselte er an die University of California, San Francisco (UCSF), an der er eine Professur für Biochemie und Biophysik und später auch die Leitung der Abteilung für Biochemie und Biophysik übernahm. Seit 1997 gehört er darüber hinaus dem Howard Hughes Medical Institute an.
Peter Walter ist mit einer Chemikerin aus Mexiko verheiratet und Vater von zwei Töchtern. Er hat wie seine Frau die amerikanische Staatsbürgerschaft angenommen.

## Wissenschaftliches Wirken

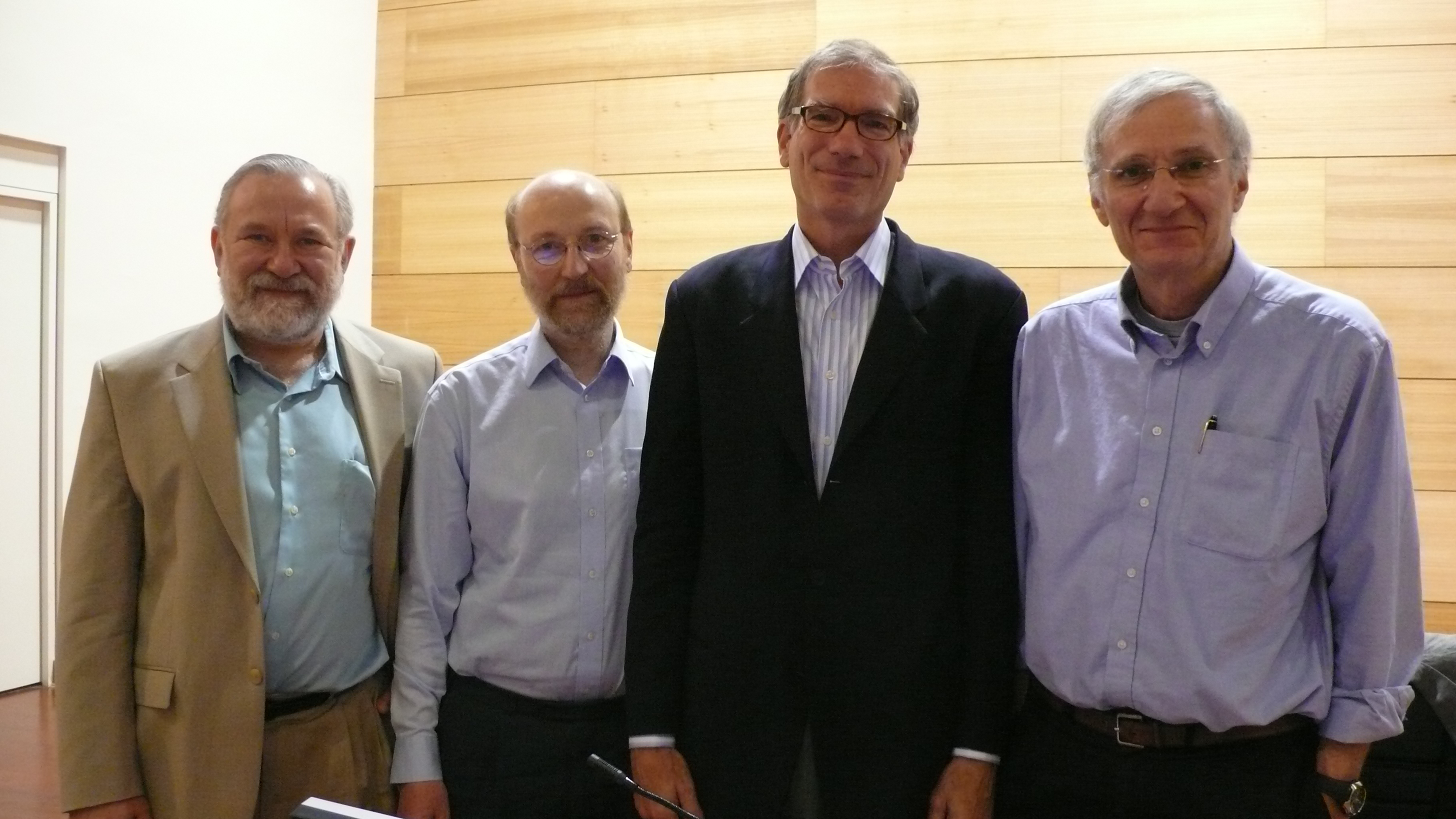
Peter Walter (links) zusammen mit Julian Lewis, Alexander Johnson und Martin Raff, Mitautoren des Lehrbuchs Molecular Biology of the Cell

Peter Walter entdeckte im Rahmen seiner Promotion den Signal Recognition Particle (SRP), einen Ribonukleoproteinkomplex, der am Proteintransport in das endoplasmatische Retikulum von Eukaryoten und in die Plasmamembran von Prokaryoten beteiligt ist. Schwerpunkt der Arbeiten in seinem Labor an der UCSF wurde die Untersuchung der Mechanismen der Proteinfaltung, des Transports von Proteinen an ihre Zielorte innerhalb von Zellen, der Regulation von Größe und Zahl der Organellen in Zellen sowie der Fusion von Zellmembranen.
Seit den 1990er Jahren trug er außerdem grundlegend bei zur Aufklärung der Unfolded Protein Response (UPR), eines zytoprotektiven Signalweges, der im endoplasmatischen Retikulum als zelluläre Stressreaktion zum Schutz vor Fehlern in der Proteinfaltung fungiert. Er gilt als Mitentdecker des Enzyms Ire1, einer Serin-Threonin-Kinase und Endoribonuklease mit zentraler Bedeutung im Rahmen der UPR, und erforscht unter anderem, wie Ire1 falsch gefaltete Proteine erkennt.
Peter Walter wirkt als Mitautor des von Bruce Alberts herausgegebenen Lehrbuchs Molecular Biology of the Cell, das weltweit zu den am weitesten verbreiteten Standardwerken im Bereich der molekularen Zellbiologie zählt. Darüber hinaus ist er Mitglied des Editorial Boards der Fachzeitschriften PLoS Biology, Journal of Biology sowie Proceedings of the National Academy of Sciences, und gilt als Unterstützer des Open-Access-Konzepts bei der Veröffentlichung von Forschungsergebnissen.
Seit 2015 zählt ihn Thomson Reuters zu den Favoriten auf einen Nobelpreis für Physiologie oder Medizin.

## Auszeichnungen
Peter Walter erhielt 1983 einen Searle Scholar Award sowie fünf Jahre später den Young Scientist Award der Passano Foundation und den Eli Lilly Award in Biological Chemistry, der von der American Chemical Society für herausragende Forschungsleistungen in Biochemie vor dem 38. Lebensjahr vergeben wird. Die Alfred P. Sloan Foundation verlieh ihm 1989 ein Forschungsstipendium (Sloan Research Fellowship).
Im Jahr 2005 wurde Peter Walter mit dem Wiley Prize in Biomedical Sciences der Wiley Foundation ausgezeichnet. Vier Jahre später erhielt er für seine Untersuchungen zur Proteinfaltung den mit 100.000 Kanadischen Dollar dotierten Canada Gairdner International Award sowie die E.B.-Wilson-Medaille, die höchste wissenschaftliche Auszeichnung der Amerikanischen Gesellschaft für Zellbiologie. Ebenfalls 2009 verlieh ihm die Protein Society den Stein & Moore Award. Die Gesellschaft für Biochemie und Molekularbiologie ehrte ihn 2011 mit ihrer höchsten wissenschaftlichen Auszeichnung, der Otto-Warburg-Medaille. Für 2012 wurden ihm der Paul-Ehrlich-und-Ludwig-Darmstaedter-Preis und der Ernst-Jung-Preis für Medizin zuerkannt. 2014 erhielt er je eine Hälfte des mit einer Million US-Dollar dotierten Shaw Prize für Lebenswissenschaften und Medizin und des Albert Lasker Award for Basic Medical Research. Für 2018 wurde ihm ein mit drei Millionen US-Dollar dotierter Breakthrough Prize in Life Sciences zugesprochen. Für 2018 wurde Walter die Van Deenen Medal zugesprochen. Für 2023 wurde er mit einem BBVA Foundation Frontiers of Knowledge Award ausgezeichnet.
Peter Walter wurde 2002 in die American Academy of Arts and Sciences und 2004 in die National Academy of Sciences gewählt. Seit 2004 gehört er außerdem als gewähltes Mitglied der European Molecular Biology Organization und seit 2006 auch der Deutschen Akademie der Naturforscher Leopoldina an. 2016 war er Präsident der American Society for Cell Biology. Ebenfalls 2018 wurde er in die National Academy of Medicine gewählt.

## Schriften (Auswahl)
- Molecular Biology of the Cell. 5. Auflage. New York 2008; deutsche Ausgabe: Molekularbiologie der Zelle. 4. Auflage. Weinheim 2004 (als Mitautor)
- Essential Cell Biology. 3. Auflage. New York 2009 (als Mitautor)